# Kukuxumusu

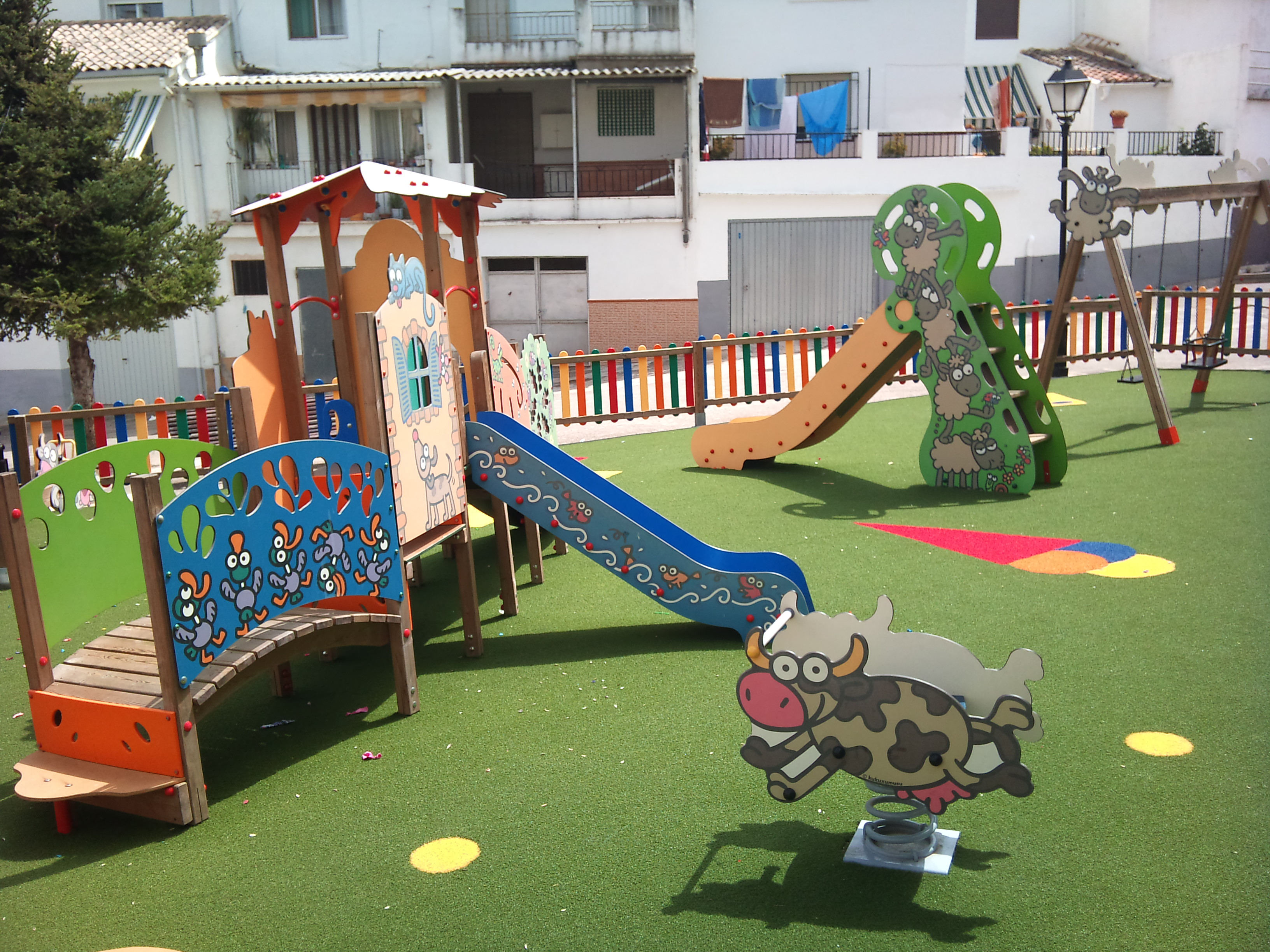
Parc Infantil amb il·lustracions de Kukuxumusu a Benimarfull.

Kukuxumusu (en basc “petó de puça”) és una empresa de Pamplona la qual es dedica a dissenyar samarretes i altres tipus d'articles amb dibuixos de caràcter humorístic. La marca es defineix com una “fàbrica de dibuixos”. El seu origen es remunta a les festes de sanfermines, però la marca s'ha anat estenent fins a arribar, per exemple, a vaixelles o a cascs per a moto. També té personatges creats en forma de vaca o de toro, des de la Marilyn Monroe fins al mateix creador de Kukuxumusu.

## Origen

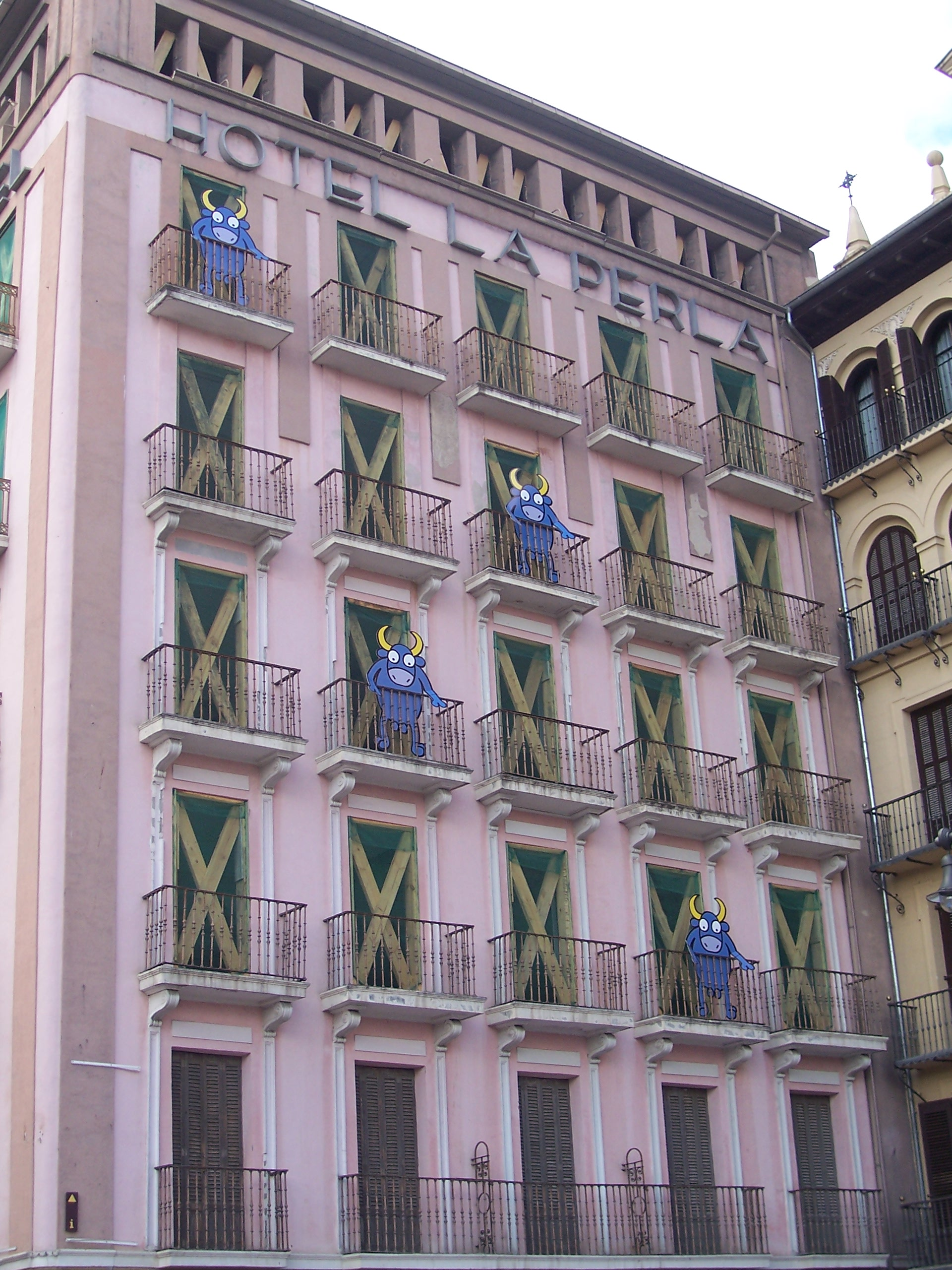
Façana decorada amb bous de Kukuxumusu durant els Sanfermines

La idea nasqué durant els sanfermines de l'any 1989, ho inventaren tres amics: González Domínguez de Bidaurreta, Koldo Aiestaran i Mikel Urmeneta. Van decidir crear samarretes les quals tinguessin dibuixos relatius a "el Encierro". L'èxit fou immediat, i així es va originar Kukuxumusu. La simplicitat, l'humor i l'originalitat es destaquen com a referents en els productes Kukuxumusu.

## Projectes
Entitats navarreses col·laboren amb dissenys sobre gran varietat de temes que van des d'expedicions a la muntanya a viatges d'estudi passant per organitzacions ecologistes.
En altres idiomes també se l'anomena com a “The Drawing Factory”, en anglès, “Marrazki Fabrika”, en basc, “La Fábrica de Dibujos”, en castellà, “La Fabrique de Dessins”, en francès, i finalment, “La fàbrica de Dibuixos”, en català.

## Botigues
L'any 1996 la marca obrí la seva primera botiga, i un any després la seguí la botiga en línia. Aquesta marca té diverses botigues a diferents llocs del País Basc (tant l'espanyol com el francès) i un parell als Països Catalans (Barcelona i València) i a la resta de l'Estat espanyol. A més a més, els seus productes es distribueixen per tot Europa mitjançant una xarxa de més de mil establiments autoritzats.